# Anopheles boliviensis
Anopheles boliviensis är en tvåvingeart som först beskrevs av Theobald 1905.  Anopheles boliviensis ingår i släktet Anopheles och familjen stickmyggor. Inga underarter finns listade i Catalogue of Life.